# Ingibjörg Sigurðardóttir
Ingibjörg Sigurðardóttir (Grindavík, 7 ottobre 1997) è una calciatrice islandese, difensore del Friburgo e della nazionale islandese.

## Carriera

### Club
Sigurðardóttir cresce con i genitori a Grindavík, cittadina della regione di Suðurnes, nella parte sud-occidentale dell'Islanda, dove fin da giovanissima si appassiona al calcio e iniziando l'attività nella sezione di calcio femminile della locale società polisportiva, l'Ungmennafélag Grindavíkur. Dopo aver fatto la trafila delle giovanili nella stagione 2011 viene aggregata alla squadra titolare che disputa l'Úrvalsdeild kvenna, livello di vertice del campionato islandese femminile di calcio, debuttando il 17 agosto, all'età di soli 13 anni, nell'incontro di campionato vinto per 3-2 sulle avversarie del Þróttur. Dopo aver condiviso con le compagne la retrocessione in 1. deild kvenna a fine stagione, rimane ancora con la società per la stagione successiva, dove viene impiegata solo saltuariamente ma nella quale riesce a siglare la sua prima rete con la squadra titolare, l'unica nella sconfitta in trasferta per 4-1 con il BÍ/Bolungarvík.
Dopo aver complessivamente maturato 6 presenze e un gol con la società di Grindavík, durante la pausa estiva, in occasione del locale calciomercato, si trasferisce alle pluricampionesse del Breiðablik, tornando così a disputare l'Úrvalsdeild femminile. Con la nuova squadra fa il suo debutto in campionato il 21 agosto, in occasione dell'incontro perso in trasferta 3-1 con lo Stjarnan, siglando la sua prima rete nel massimo campionato islandese di categoria due settimane più tardi, nell'incontro vinto in trasferta per 4-0 sul Valur. In questi anni è inserita in rosa sia nelle giovanili che con la squadra titolare, acquisendo sempre più fiducia nel tecnico di quest'ultima e aumentando progressivamente le presenze nelle stagioni successive fino al 2017, anno in cui gioca esclusivamente nella squadra che disputa l'Úrvalsdeild. Con la società con sede a Kópavogur conquista il titolo di campionessa d'Islanda 2015, al quela si aggiungono due Coppe d'Islanda nelle stagioni 2013 e 2016, maturando complessivamente 80 presenze e 7 reti, delle quali rispettivamente 67 e 5 in campionato.
Nel dicembre 2017 decide di affrontare la sua prima esperienza all'estero, siglando un contratto con il Djurgården per giocare nel campionato svedese dalla stagione entrante. Fin dalla prima stagione il tecnico Joel Riddez la impiega con costanza, giocando tutti i 22 incontri del campionato 2018, stagione dove sigla anche la sua prima rete in Damallsvenskan, quella che il 24 maggio apre le marcature nell'incontro poi pareggiato per 1-1 con il Limhamn Bunkeflo, alla quale se ne aggiungono altre due durante il torneo. Nei due anni in cui rimane legata alla società contribuisce a far raggiungere alla squadra, non senza difficoltà, la salvezza in campionato, rispettivamente con un 9º (2018) e 10º posto (2019) maturando complessivamente 43 presenze e 4 reti, alle quali si aggiungono altre 10 presenze e 4 reti in Coppa di Svezia.
Conclusi i termini contrattuali, Sigurðardóttir decide di trasferirsi nuovamente senza far ritorno in patria, siglando un contratto con il Vålerenga per giocare nel campionato norvegese dalla stagione 2020. Il tecnico Jack Majgaard Jensen la impiega in 17 su 18 incontri di campionato 2020, stagione dove sigla anche la sua prima rete in Toppserien, quella che il 24 luglio porta sul risultato di 1-1 il parziale nell'incontro casalingo con Avaldsnes, poi terminato 2-1 per le padrone di casa, alla quale se ne aggiungono altre 4 durante il torneo. Alla sua prima stagione norvegese festeggia con le compagne i primi trofei della società di Oslo che ottiene lo storico double campionato-coppa.
Nel gennaio 2024 viene annunciato il suo trasferimento all'MSV Duisburg, scelta dettata dalla volontà del club tedesco di evitare la retrocessione; Sigurðardóttir firma un contratto fino all'estate 2024 con un ulteriore prolungamento di un'altra stagione in caso di retrocessione.

## Palmarès

### Club
- Campionato norvegese: 2

Vålerenga: 2020, 2023
- Campionato islandese: 1

Breiðablik: 2015
- Coppa d'Islanda: 2

Breiðablik: 2013, 2016
- Coppa di Norvegia: 2

Vålerenga: 2020, 2021